# ウェルズ襲撃
ウェルズ襲撃（Raid on Wells）は、ウィリアム王戦争中に、ヌーベルフランスのフランス系カナダ人住民が、アカディア植民地南部（現在のメイン州南西部）にあるウェルズの、イングランド系開拓者集落を襲ったものである。一番大きな襲撃は1692年のもので、この時のフランス側の指揮官ラ・ブロニェリーは、この戦闘で死亡した。一方ウェルズの駐屯隊長のジェームズ・コンヴァースは、数で劣っていたにもかかわらず、敵軍の撃退に成功した。

## 歴史的背景

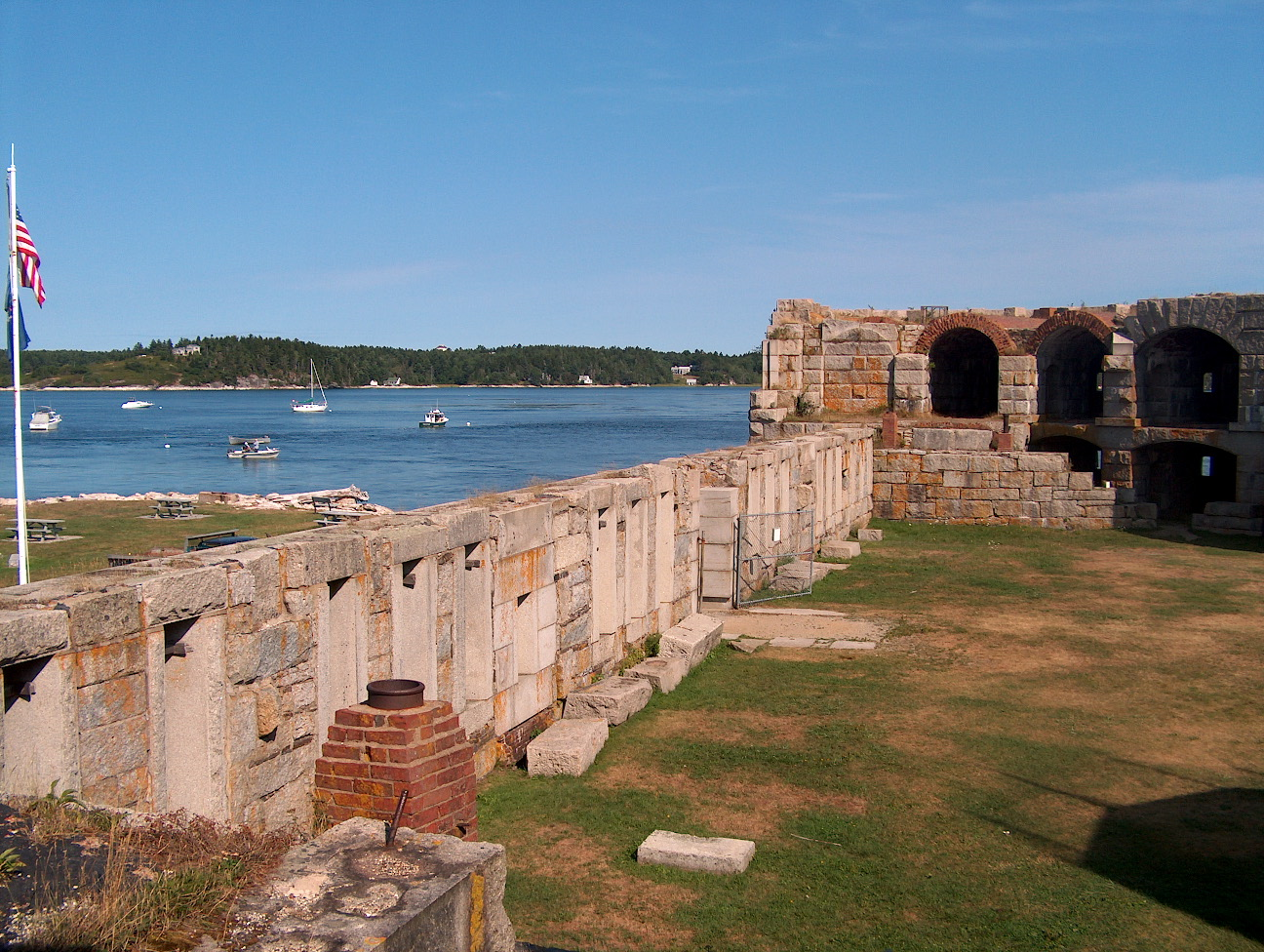
ポプハム砦とケネベック川

ウェルズは、ニューイングランド北東部にある入植地で、ヌーベルフランスからの侵略から早く立ち直った集落だった。その他にも、1607年と早い時期に入植が始まったポプハムや、1628年に入植が始まったペジェプスコット（現メイン州ブランズウィック）といった集落も、同じメイン植民地の北部にあったが、わずかな砦と駐屯隊があるのみで、あとは放置されていた。1675年のフィリップ王戦争開始と共に、インディアンが、これらの、初期に開拓された集落の多くを攻撃して破壊したためであった。ヌーベルフランスは、自国領とみなしていた地域に、ニューイングランドが侵略して来るのに腹を立て、アベナキ族を使ってイングランド系集落に妨害を加えさせた。

## 1691年の襲撃

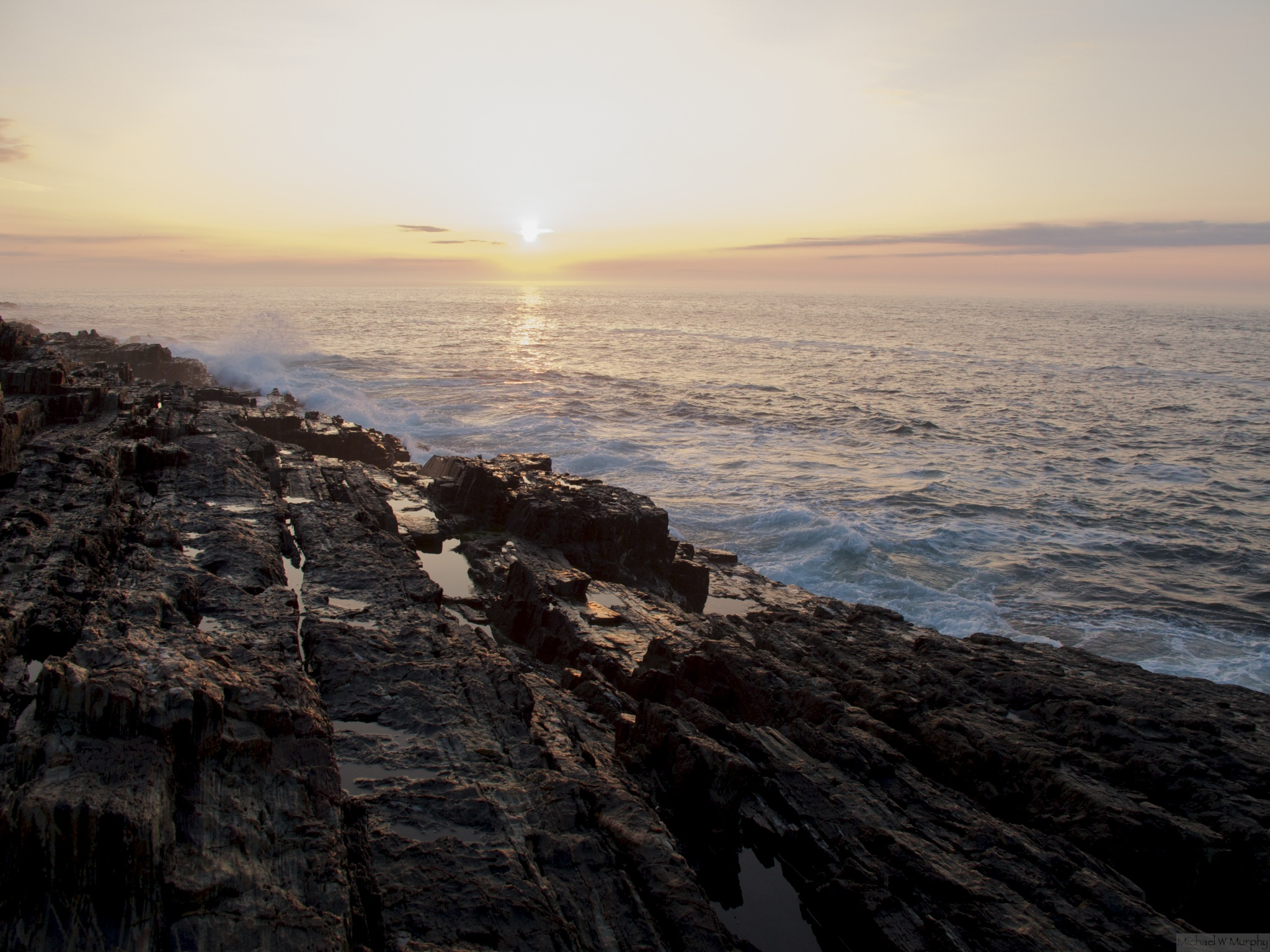
ネディック岬

ウィリアム王戦争の時期、ウェルズには80の民家と丸太小屋が、ポストロードに沿って立ち並んでおり、1691年の6月9日、族長のモクサスに率いられた200人のインディアンたちがこの集落を襲ったが、民兵大尉のジェームズ・コンヴァースと民兵隊は、砦にいた副官ジョセフ・ストアラーの駐屯隊を守りきった。別の族長であるマドカワンドは、翌年もここに来て、犬をけしかけてコンヴァースを追い出してやると脅しをかけた。
インディアンたちはその場から退却し、ヌーベルフランスまで戻る途中、ヨークカウンティのネディック岬沖の船に侵入して乗員の大部分を殺し、またその地域の村落を焼いた。

## 1692年の襲撃

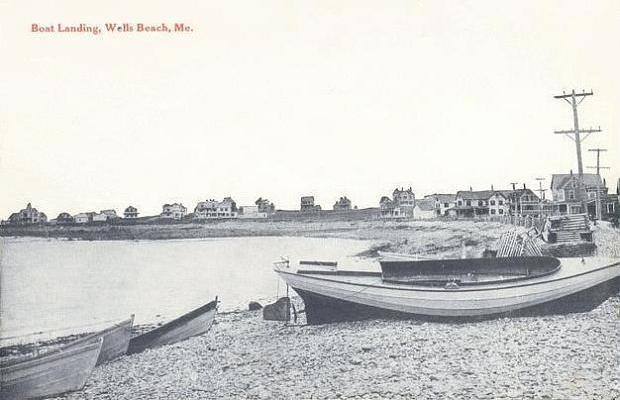
ウェルズの海岸と船 (1916年)

それから1年が過ぎた頃、おびえた様子の傷ついた牛たちが、牧場から街中へと突如走り込んできた。これは明らかに、インディアンたちが攻撃を仕掛ける前ぶれであり、そのため住民たちは避難を始めた。1692年6月10日、ラ・ブロニェリーに率いられた400人のインディアンと数名のフランス人部隊がウェルズに進軍してきた。フランス軍は、コンヴァースがストアラーの駐屯部隊にいるものだと思っていた。しかしコンヴァースは、15人の民兵と、町の住民の大部分と共に、数日続いた包囲攻撃に抵抗した。
フランス軍は、集落と、小さな船着場とをかわるがわる攻撃した。その船着場には、駐屯部隊のサミュエル・ストアラーとジェームズ・グーチ、そして14人の兵が、2隻のスループ船とシャロップとで援軍に駆けつけていた。インディアンたちは船めがけて火のついた矢を放ったが、イングランド艦の乗員に消し止められた。インディアンたちはまた、荷車の後ろに、分厚い板を壁状に垂直にくくりつけ、干潮時にイングランド艦めがけてそれを転がした。ラ・ブロニェリーと26人のフランス兵、インディアンは、板の後ろの部分にあれやこれやと物を入れて敵軍の方に転がしたが、一番近いイングランド艦まで50フィート（15.2メートル）ほどのところで、荷車は干潟に車がめり込んで動かなくなった。荷車を引き揚げようと苦闘していたラ・ブロニェリーは、その場で頭を撃ち抜かれた。残りの者は走って逃げたが、銃弾が雨あられと飛び交う中で倒れる者もいた。次にフランスとインディアンの連合軍は、引火性の塗料を塗った、およそ18平方フィート（1.67平方メートル）から20平方フィート（1.86平方メートル）のいかだを下流へと引っ張った。干潮のため、敵艦に火がつくのを期待してのことだった。しかし風向きが変わって、いかだは反対の方向へと流れた。
インディアンたちは弾薬が底をついて退却したが、その際に教会と数件の空き家を焼き、見つけられるだけの牛を撃ち殺した。戦闘が始まる際に、砦に船を集めようとしていて捕えられたジョン・ダイアモンドを拷問にかけて殺した。彼らはまた、ラ・ブロニェリーを含む味方の遺体をもそのままにして立ち去った。少人数で多勢の相手に勝ったコンヴァースはこれで名を上げ、出世した。ストアラーの駐屯隊を記念したストアラー公園に、花崗岩でできたコンヴァースの記念碑がある。

## 1703年の襲撃
アン女王戦争中の1703年8月10日、この集落は再び襲撃に遭い、39人の住民が殺され、あるいは拉致された。また多くの住民が負傷した。前回の襲撃の後に再建された民家や納屋は、またも焼かれてしまった。
アン女王戦争中の、メインにおける最後のアベナキ族による攻撃は、またしてもウェルズで起こった。インディアンたちは結婚式のパーティーを襲い、3人を殺し、そして、短期間だが1人を捕虜とした。
1713年のポーツマス条約で、インディアンとイングランド系住民の間に和平がもたらされたが、長くは続かなかった。1722年、インディアンたちの敵対心の温床となっていた、ノリッジウォックのアベナキ族の村から、また入植者たちへの襲撃が行われた。そして1724年8月23日のラル神父戦争で、208人から成るマサチューセッツ湾直轄植民地の民兵隊が、ケネベック川を上ってノリッジウォックを壊滅状態にした。この地域の治安はかなり回復され、1745年のルイブールの戦いの後には、インディアンの襲撃は鳴りを潜めた。